# Camon (Ariège)
Camon is een gemeente in het Franse departement Ariège (regio Occitanie) en telt 157 inwoners (2004). De plaats maakt deel uit van het arrondissement Pamiers. Camon is lid van Les Plus Beaux Villages de France.

## Geografie
De oppervlakte van Camon bedraagt 10,4 km², de bevolkingsdichtheid is 15,1 inwoners per km².
De onderstaande kaart toont de ligging van Camon (Ariège) met de belangrijkste infrastructuur en aangrenzende gemeenten.

## Demografie
Onderstaande figuur toont het verloop van het inwonertal (bron: INSEE-tellingen).

Vanwege een beveiligingsprobleem met de MediaWiki Graph-software is het momenteel niet mogelijk deze grafiek weer te geven. Zodra de software is bijgewerkt zal de grafiek vanzelf weer zichtbaar worden.

## Afbeeldingen

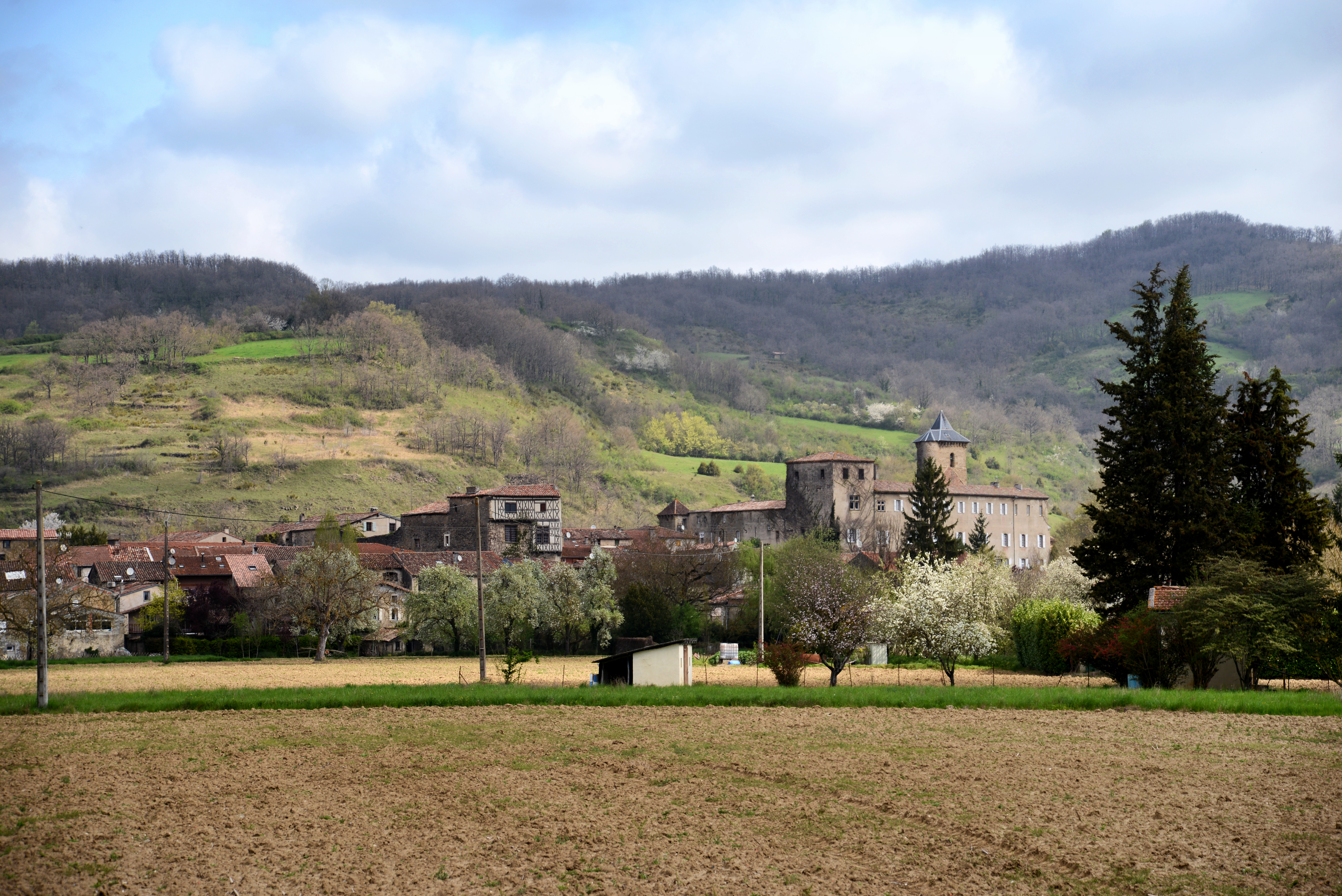
Gezicht op Camon
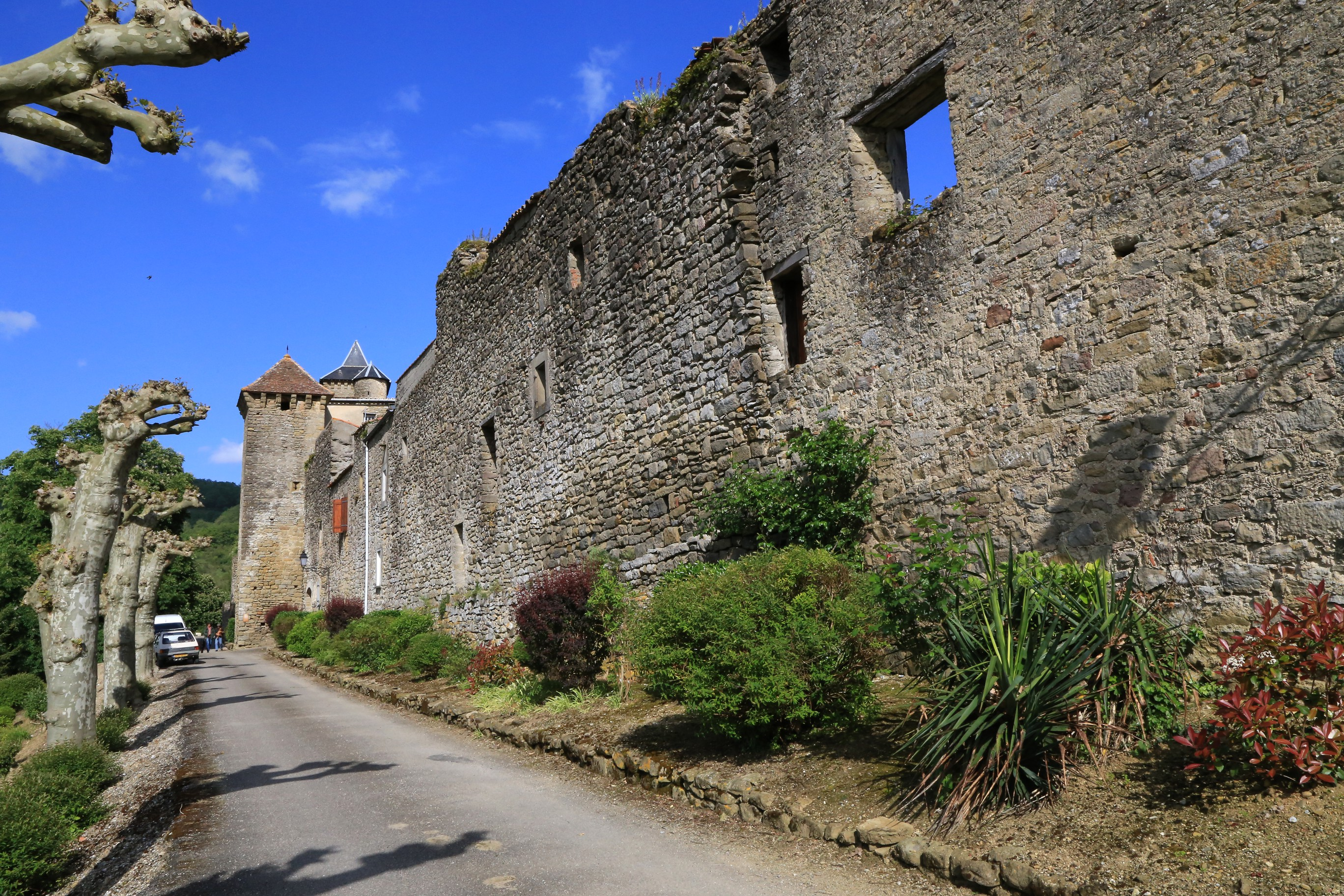
Stadsmuren